# Eucera interrupta
Eucera interrupta là một loài Hymenoptera trong họ Apidae. Loài này được Bär mô tả khoa học năm 1850.